# Alfred Mills
Alfred Edward Elvin Mills (Lizard, 15 de diciembre de 1874-Guecho, 15 de octubre de 1929) fue un futbolista británico que jugó como defensa en el club español Athletic Club. Es más conocido por ser el único extranjero entre los 33 fundadores del club, siendo conocido así como «el inglés en Bilbao».
Fue uno de los futbolistas más importantes en los inicios amateurs del Athletic, cofundando el club y luego ejerciendo como directivo y capitán, ganando la Copa del Rey de fútbol 1904.

## Primeros años de vida
Alfred Mills nació el 15 de diciembre de 1874 en Lizard, Cornualles. En algún momento a principios de la década de 1890, Mills llegó a Bilbao con su padre para trabajar para la compañía de cable que conectaba España y Gran Bretaña por teléfono.

## Carrera como jugador
A principios de la década de 1890, Mills, un operador de telégrafo en su adolescencia, fue uno de los individuos que fundaron el Bilbao Football Club, un equipo formado por británicos residentes en la región que disputó varios partidos en el Hipódromo de Lamiaco contra el Club Atleta, un equipo que estaba formado principalmente por los trabajadores británicos de los Astilleros de Nervión. También era un buen ciclista; era normal verle por las calles de Bilbao con su bicicleta.
El 5 de septiembre de 1901, Alfred Mills fue uno de los 33 socios fundadores que firmaron los estatutos (firmado como Alfredo Mills) en la infame reunión celebrada en el Café García, que constituyó oficialmente el Athletic Club. Mills fue la única persona nacida en el extranjero entre los 33 que firmaron los documentos y el único extranjero en las filas del club, y por ello pasó a ser conocido en Bilbao simplemente como «El Inglés». En los estatutos de 1901 incluso se le nombró capitán del segundo equipo y por tanto miembro de la junta directiva fundadora.
Además de ser miembro fundador y capitán del equipo, Mills también era un jugador titular habitual en el campo, jugando como defensor pero también podía operar en el mediocampo. Mills jugó en varios de los primeros partidos de Bilbao, principalmente contra sus rivales locales, el Bilbao Football Club (no relacionado con el Bilbao FC que existió en 1892-93, formado por los británicos). El Bilbao FC contaba con una gran representación de jugadores de origen británico, mientras que el Athletic estaba formado por jugadores locales siendo Mills el único refuerzo inglés. Inicialmente jugó en defensa en sociedad con Perico Larrañaga y luego fue utilizado en el mediocampo con otro inglés, George Cochran. Su juego de ataque, según las crónicas de la época, era pésimo, por lo que sus certeros disparos al arco siempre sorprendían a todos.
En 1902, el Athletic y el Bilbao FC acordaron unir a los mejores jugadores de cada club para jugar dos partidos contra el Burdigala del Burdeos. Esta fusión temporal se conoció como Bizcaya, y Mills formó parte de la primera alineación del equipo de Bizcaya, en una victoria por 0-2 a domicilio en Burdeos el 9 de marzo de 1902. Tres semanas más tarde, el 31 de marzo, Mills apareció en el once inicial del Bizcaya para el partido de vuelta en casa, la primera visita de un equipo extranjero a Bilbao, ayudando a su equipo a ganar por 7-0 al equipo francés. Sin embargo, hay informes contradictorios sobre que Mills no fue a Francia, ya que el informe del segundo partido señaló que «Careaga fue reemplazado por el amable Mills», lo que implica que Careaga fue el que jugó en Francia.
| No importa perder o ganar, lo importante es jugar fuerte, limpio y divertirse.—Alfred Mills |

En la final de la Copa del Rey de fútbol 1904 el Athletic se proclamó campeón de nuevo, haciéndolo sin disputar ningún partido al no presentarse su rival. El inglés participó intermitentemente en partidos durante el resto de la década; por ejemplo, formó parte de la primera alineación del Athletic que se enfrentó al Madrid FC (ahora conocido como Real Madrid) el 24 de abril de 1904. En esta ocasión, su equipo ganó por 2 goles a 1.

## Vida personal
Mills se casó con Fructuosa Rafaela del Valle Rubio y tuvo dos hijos. Aunque residía en Logroño, un ataque de uremia le hizo trasladarse a Algorta, donde continuó trabajando en la compañía de telégrafos hasta que falleció el 15 de octubre de 1929, a los 54 años. Fue su hijo John quien ocupó su puesto en la compañía de telégrafos, aunque posteriormente fue trasladado a Vigo y luego a Perú.
Mills se aseguró de que sus hijos heredaran su pasión por el fútbol y el Athletic Club. Tanto su nieto, John Robert Mills, que abandonó Bilbao a causa de la Segunda Guerra Mundial, como sus bisnietos Lawrence y Robert, fueron aficionados y seguidores del Athletic durante toda su vida. A pesar de vivir en Sudamérica, los dos últimos viajaron a Europa sólo para ver la final de la Liga Europa de la UEFA 2011-12 del Athletic en Bucarest. Gracias a Alfred, el Athletic Bilbao ha seguido siendo un asunto de gran importancia en la familia Mills.

## Honores
Athletic Club
- Copa del Rey:
  - Campeones: 1904[1]